# Carl Georg von Maassen
Carl Georg von Maassen (geboren 27. August 1880 in Hamburg; gestorben 22. Dezember 1940 in München) war ein deutscher Literaturhistoriker, Bibliophiler und Gastrosoph.

## Leben
Carl Georg von Maassen ist der Urenkel des gleichnamigen preußischen Finanzministers und Gründers des deutschen Zollvereins Karl Georg Maassen. Bekannt ist er heute vor allem als Herausgeber der (Fragment gebliebenen) historisch-kritischen Ausgabe der Werke von E. T. A. Hoffmann. Angeregt durch seinen jüngeren Bruder, der ihm E. T. A. Hoffmanns Erzählung Der goldne Topf geschenkt hatte, begann Maassen mit siebzehn Jahren, sich intensiv für diesen Autor zu interessieren und entwickelte sich schnell zu einem Experten für Hoffmann sowie für die gesamte Literatur der deutschen Romantik.
Nach seinem Abitur in Kassel im Herbst 1901 nahm er 1903 in München ein Studium der Rechtswissenschaft auf, besuchte jedoch vor allem germanistische Seminare. Darüber hinaus begann er, seine Bibliothek aufzubauen, und knüpfte Kontakte zu Münchner Bibliophilen. 1907 gründete Maassen gemeinsam mit Karl Wolfskehl, Ernst Schulte-Strathaus, Hans von Weber, Franz Blei und Emil Hirsch die Gesellschaft der Münchner Bibliophilen Maassen hatte bereits sechs Semester studiert, als er auf Anregung seines Freundes Franz von Bayros Kontakt mit dem Münchner Verleger Georg Müller aufnahm mit dem Vorschlag, eine höchsten wissenschaftlichen Ansprüchen genügende Ausgabe der Werke von E. T. A. Hoffmann herauszugeben. Am 23. Mai 1907 schlossen Maassen und Müller einen Vertrag über eine 15-bändige Ausgabe der Werke Hoffmanns. Der erste Band der fast ausschließlich aus Maassens eigenen Mitteln finanzierten Reihe erschien noch im Dezember 1907, sechs weitere Bände folgten in jährlichem Abstand.
Neben seiner literarischen Tätigkeit führte Carl Georg von Maassen ein Leben als Bohémien, das er nach dem Vorbild E. T. A. Hofmanns zu gestalten versuchte. Sein regulärer Tagesablauf begann um 18 Uhr mit Einkauf und Frühstück, dann ging er bis Mitternacht aus und widmete sich anschließend bis 6 Uhr morgens seinen literarischen Aufgaben. Er verkehrte ausgiebig im Nachtleben Schwabings, unterhielt Kontakte zu weiten Kreisen der dortigen Künstlerszene und wurde für sein Umfeld zu einer festen Anlaufadresse. So sind in seiner wohlgeordneten Korrespondenz 185 Abende dokumentiert, an denen er zur Feuerzangenbowle geladen hatte. Seine besondere Vorliebe galt jungen Damen, die er nach eigenen Worten gerne „fing“ und zu denen er einen umfangreichen Briefwechsel pflegte. Eine dauerhafte Freundschaft verband ihn mit der Schriftstellerin Catherina Godwin. Darüber hinaus enthält sein über 6000 Dokumente umfassender Briefnachlass zahlreiche Briefe befreundeter Dichter und Literaten, darunter Joachim Ringelnatz, Max Halbe und Frank Wedekind.
Im Ersten Weltkrieg diente Maassen als Soldat im Baltikum. Nach seiner Rückkehr Anfang 1919 wollte er die Hoffmann-Edition fortsetzen, die Inflation beraubte ihn jedoch seiner finanziellen Unabhängigkeit, sodass er ab Anfang der 1920er Jahre gezwungen war, als Zeitungsjournalist und Herausgeber von Klassikerausgaben und -sammlungen zu arbeiten. Während dieser Zeit machte er sich durch die Entdeckung vergessener Autoren wie Johann Carl Wezel (Hermann und Ulrike, Neuausgabe 1919) und Johann Gottlieb Schummel (Spitzbart) um die Deutsche Literatur verdient. Ferner edierte er in der Reihe Bücherei der neuen Serapionsbrüder einige damals ebenfalls fast vergessene Autoren des 19. Jahrhunderts wie Karl Wilhelm Salice-Contessa, Carl Weisflog, Ludwig Tieck, Friedrich de la Motte Fouqué und Karl Immermann. Dabei fällt auf, dass die Liste seiner Entdeckungen teilweise mit den von Arno Schmidt „entdeckten“ Schriftstellern korrespondiert.
Ab 1920 gab Maassen für einen Kreis von Münchner Bücherfreunden die Zeitschrift Der grundgescheute Antiquarius heraus. Die Zeitschrift enthielt zahlreiche eigene Beiträge Maassens, vor allem Anekdoten und Untersuchungen zu speziellen Themen der Literaturgeschichte und Fragen der Bücherkunde. Nach Heft 2/3 des 2. Jahrgangs musste die Zeitschrift im Januar 1923 ihr Erscheinen einstellen.
Mitte der 1920er Jahre machte Maassen noch einmal den Versuch, die Edition der Werke Hoffmanns abzuschließen. 1925 erschien Band 8 und 1928 Band 9/10. Doch die immer schlechter werdenden Zeitläufte und die schwindende Energie des Herausgebers ließen die Ausgabe ein Torso bleiben. Bis dahin waren die folgenden Bände erschienen:
| 1    | Fantasiestücke in Callot's Manier                       | 1907 |
| 2    | Die Elixiere des Teufels                                | 1908 |
| 3    | Nachtstücke                                             | 1909 |
| 4    | Seltsame Leiden eines Theaterdirektors und Klein Zaches | 1910 |
| 6    | Die Serapionsbrüder (Band 2)                            | 1912 |
| 7    | Die Serapionsbrüder (Band 3)                            | 1914 |
| 8    | Die Serapionsbrüder (Band 4)                            | 1925 |
| 9/10 | Lebensansichten des Katers Murr                         | 1928 |

Der fünfte Band mit der geplanten Einleitung zu den Serapionsbrüdern und dem ersten Band dieses Werkes ist nie erschienen.
Schließlich galt Maassen auch als kenntnisreicher Gastrosoph. Zu seinen einschlägigen Schriften gehört Die Weisheit des Essens und Rund um die Kaffeekanne. Doch zu Beginn der 1940er Jahre bot Deutschland für einen begabten Genießer, der eher im 19. als im 20. Jahrhundert verwurzelt war, nur noch eine trübe Zukunft. Carl Georg von Maassen starb am 22. Dezember 1940 an den Folgen eines Sturzes. Er war in einem Schwabinger Lokal mit einem Hitler treu ergebenen Kellner in Streit geraten und von diesem mit einem Tritt vor die Tür gesetzt worden.
Die Maassensche Büchersammlung mit ca. 8000 Bänden, darunter fast alle Werke der Romantik in Erstausgaben, befindet sich ebenso wie der Großteil des Maassen'schen Briefnachlasses im Besitz der Universitätsbibliothek der LMU München. Weitere Briefe verwahrt die Staatsbibliothek in Berlin.

## Werke
- Jacobus Schnellpfeffer (d. i. C. G. v. Maassen): Pakete, die ihn nicht erreichten. Carl Haushalter, München 1904.
- Diotimas Blumenkörbchen – sieben Gedichte aus den Papieren eines Ungenannten. Herausgegeben von Johann Elias Barbst dem Jüngeren. München 1919. Neuausgabe mit Nachwort und Bibliografie von Reinhard Hippen: Franz, Frankfurt a. M. 1996. ISBN 3-928305-03-4
- Wilhelm Heinrich Schollenheber (d. i. C. G. v. Maassen): E. T. A. Hoffmanns Persönlichkeit: Anekdoten, Schwänke und Charakterzüge aus dem Leben des Kammergerichtsrats, Dichters und Kapellmeisters Ernst Theodor Amadeus Hoffmann, nach Mitteilungen seiner Zeitgenossen aus den Quellen zusammengetragen und an das Licht gestellt. Parcus, München 1922
- Weisheit des Essens. Ein gastronomisches Vademekum. Kurt Wolff Verlag, München 1928.
- Stecknadeln im Sofa. Gedichte. Internationale Bibliothek GmbH, Berlin 1928. Sammlung der zuvor zumeist unter dem Pseudonym Jakobus Schnellpfeffer in Simplicissimus und Die Jugend erschienenen Gedichte.
- Trinke nie ein Glas zu wenig! Ein kleiner Beitrag zu einem grossen Thema, aus seinen Zettelkästen gezogen und durch die Gesellschaft der Münchener Bücherfreunde den Bowlen-Gästen im „Franziskaner über der Klause“ dargeboten am 14. Juli 1928. Gesellschaft d. Münchener Bücherfreunde, München 1928
- Rund um die Kaffeekanne. Drei Masken Verlag, München o. J. (ca. 1930). Neuausgabe 1960.
- Der grundgescheute Antiquarius. Bartmann Verlag, Frechen 1966. Sammlung von Texten Maassens aus der titelgebenden Zeitschrift und verstreuten Publikationen mit einer biographischen Einleitung von Alfred Bergmann.